# L'Amour Toujours II
L'Amour Toujours II je album talijanskog DJ-a Gigija D'Agostina koji je 2004. izdala Media Italy.

## Lista pjesama

### Prva strana
1. "Welcome to Paradise [Gigi d'Agostino's Way]"
2. "Angel [Gigi d'Agostino's Way]"
3. "Total Care [Vision2]"
4. "Wellfare [Elettro Gigi Dag]"
5. "The Rain [Gigi d'Agostino's Way]"
6. "Together in a Dream [Elettro Gigi Dag]"
7. "Goodnight [Gigi d'Agostino's Way]"
8. "I Wonder Why [Vision 5]"
9. "Sonata [Gigi & Luca Trip]"
10. "Complex"
11. "Silence (To Comprehend the Conditioning)"
12. "Nothing Else"
13. "On Eagle's Wings"
14. "L'Amour Toujours (I Wish Real Peace)"
15. "Another Way (In Spiaggia Al Tramonto)"

### Druga strana
1. Canto Do Mar [Gigi d'Agostino Pescatore Mix]
2. Summer of Energy [Viaggio Mix]
3. Marcetta
4. Percorrendo [Gigi's Impression]
5. Gigi's Way [Andando Altrove]
6. Tangology
7. Memento Contento
8. Dance 'N' Roll
9. Paura E NobiltÃ [Ribadisco Mix]
10. Bolero
11. Angel [Elettro Gigi Dag]
12. The Rain [Vision 3]
13. Total Care [Elettro Gigi Dag]
14. Imagine [Gigi d'Agostino's Way]
15. Toccando le Nuvole [Gigi's Impression]